# Petralona

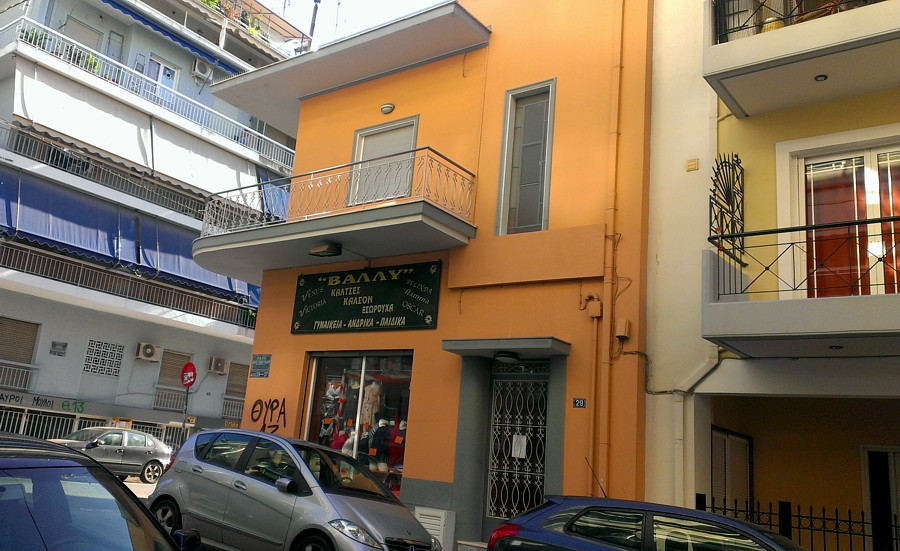
Eine typische Straße in Petralona

Die Lage Petralonas in Athen

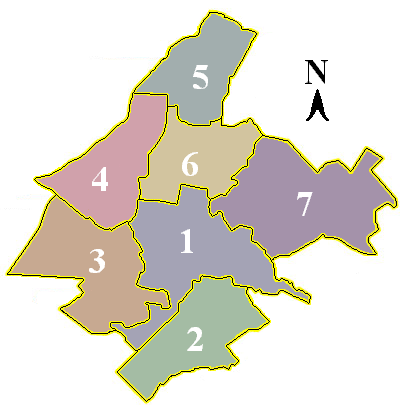
Die Lage des 3. Stadtbezirks Athens

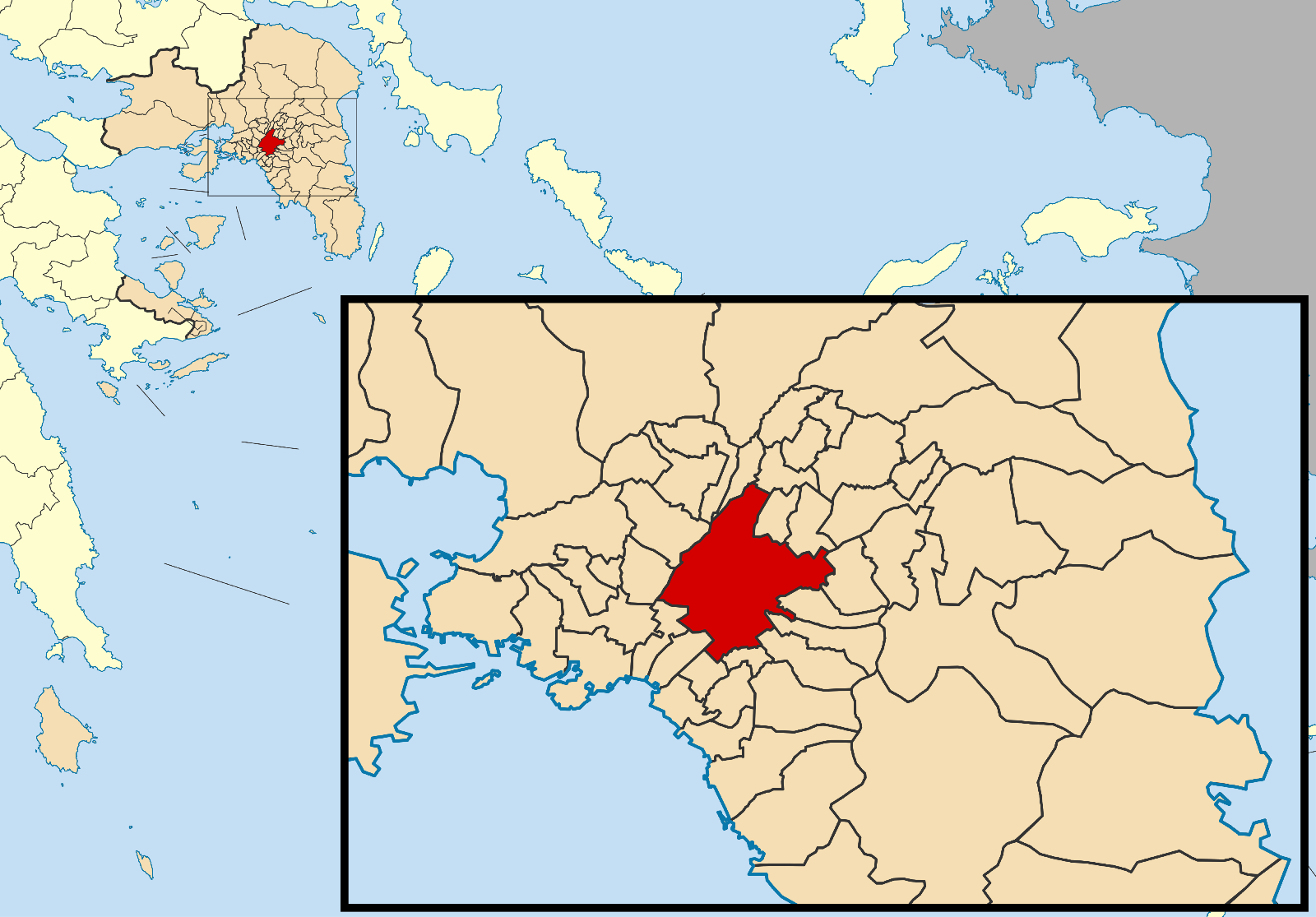
Die Lage Athens in Attika

Petralona (griechisch Πετράλωνα (n. pl.)) ist ein Stadtviertel im Südwesten der griechischen Hauptstadt Athen.

## Zugehörigkeit
Petralona gehört gemeinsam mit Thisio, Rouf, Gazi, Keramikos, Metaxourgio und Votanikos zum dritten der insgesamt sieben Stadtbezirke (griechisch δημοτική κοινότητα, dimotiki kinotita) Athens.

## Kato Petralona und Ano Petralona
Petralona unterteilt sich in das westlich gelegene Kato Petralona (griechisch Κάτω Πετράλωνα, "untere Petralona") und das östlich gelegene Ano Petralona (griechisch Άνω Πετράλωνα, "obere Petralona"). Diese Bezeichnung kommt durch die Hanglage von Ano Petralona am Fuße des angrenzenden Philopapposhügels im Osten. Die Trennlinie zwischen Kato und Ano Petralona bilden die in diesem Abschnitt oberirdisch und ungefähr in Nord-Süd-Richtung verlaufenden Gleise der Linie 1 der Metro Athen.